# Ненад Брновић
Ненад Брновић (Титоград, 18. јануар 1980) црногорски је фудбалски тренер и бивши фудбалер. Освојио је једном Првенство Србије и Црне Горе са Партизаном и једном Куп Црне Горе са Ловћеном.
Његов рођени брат Бојан је такође био фудбалер.

## Клупска каријера
Каријеру је почео у фудбалском клубу Забјело из Подгорице. Након тога је наступао у Младости из Апатина и Хајдуку из Куле, а праву афирмацију је стекао у Зети из Голубоваца у којој је играо до лета 2004. године.
У јуну 2004. године, Брновић је заједно са Бранимиром Петровићем, саиграчем из Зете, потписао четворогодишњи уговор са београдским Партизаном. Био је стандардан првотимац Партизана у сезони 2004/05, када је освојена титула првака државе и изборен пласман у осмину финала Купа УЕФА.
И у наредној 2005/06. сезони је био стандардан у првих 11, али резултати клуба су били доста слабији. Брновић је био један од играча који су промашили једанаестерац у пенал серији са Артмедија Петржалком, у последњем колу квалификација за улазак у Лигу шампиона. Потом је наступио и на оба меча са Макаби Петах Тиквом, када је Партизан елиминисан након пораза 2:5 у Београду, иако је на првом мечу у Израелу славио резултатом 0:2. Након годину и по дана стандардног наступања у дресу „црно-белих“, Брновић је доживео изузетно тешку повреду - 21. марта 2006, на првенственој утакмици са Зетом. Већ у 6. минуту противнички фудбалер Јован Маркоски неопрезно је стартовао и сломио му и тибију и фибулу леве ноге. Ненад је оперисан на ВМА и прва процена била је да ће морати да паузира бар шест до осам месеци. Међутим, касније се испоставило да му је потребна нова операција, која је обављена у јануару 2007, на Ортопедској клиници на Бањици.
У септембру 2007, иако и даље повређен, Брновић је потписао нови једногодишњи уговор са Партизаном. Након више од две године неиграња, на терен се вратио 7. септембра 2008, када је одиграо петнаест минута у пријатељској утакмици са грчким ПАОК-ом у Солуну. Наступио је и месец дана касније на пријатељској утакмици са Славијом из Источног Сарајева. Ипак није добијао прилику у такмичарским утакмицама, па је у јануару 2009. прослеђен на позајмицу у Рад до краја сезоне.
Лета 2009. године, након што му је истекао уговор са Партизаном, Брновић је као слободан играч потписао двогодишњи уговор са екипом подгоричке Будућности. Две сезоне је наступао за Будућност, након чега је каријеру наставио у Ирану. Почетком 2012. је прешао у албанског суперлигаша Влазнију из Скадра, да би се лета исте године вратио у црногорски фудбал и потписао за Могрен из Будве. Почетком 2013. године је по други пут у каријери потписао за Зету. Након полусезоне у Зети, прешао је у цетињски Ловћен, који му је био и последњи клуб у играчкој каријери. Са Ловћеном је освојио Куп Црне Горе 2014. године.

## Репрезентација
За сениорску репрезентацију је одиграо 16 утакмица. Дебитовао је 17. априла 2002. против Литваније (4:1) у Смедереву.
Последњу утакмицу за репрезентацију Србије и Црне Горе одиграо је 8. јуна 2005. против Италије у Торонту.

## Тренерска каријера
Брновић је тренерску каријеру почео као асистент Миодрагу Мартаћу у Зети, а по његовом одласку у октобру 2015. и самостално је водио тим из Голубоваца. Касније је радио и у млађим категоријама београдског Партизана.
У августу 2022. постављен је за тренера Сутјеске из Никшића. Са Сутјеском је у сезони 2022/23. освојио Куп Црне Горе, док је екипа у првенству завршила на другом месту са истим бројем бодова као Будућност, али и лошијим међусобним скором. На почетку сезоне 2023/24, Сутјеска је играла у квалификацијама за Лигу конференција где је у 1. колу елиминисала Космос из Сан Марина (1:0, 1:1), док је у 2. колу испала од Санта Коломе из Андоре (2:0, 0:3). Након елиминације од клуба из Андоре, Брновић је смењен 9. августа 2023. године. Водио је Сутјеску на 45 утакмица у којима је екипа уписала 25 победа, 14 мечева одиграла нерешено, а девет изгубила.
Крајем октобра 2023. постављен је за тренера ОФК Петровца.

## Успеси

### Играчки
Партизан
- Првенство Србије и Црне Горе (1) : 2004/05.

Ловћен
- Куп Црне Горе (1) : 2013/14.

### Тренерски
Сутјеска Никшић
- Куп Црне Горе (1) : 2022/23.